# Campeonato Nacional 1976 (Argentina)
El llamado Torneo Nacional 1976, oficialmente Campeonato Nacional 1976, fue el quincuagésimo octavo de la era profesional y el segundo de la temporada de la Primera División argentina de fútbol. Comenzó el 12 de septiembre y finalizó con la final por el título, que se jugó el 22 de diciembre. Posteriormente, el 29 de diciembre se disputó el partido para clasificar a la Copa Libertadores 1977. 
Se disputaron dos rondas, una previa clasificatoria por grupos y una serie final por eliminación. Con respecto al anterior Torneo Nacional, el número de participantes aumentó, ya que tomaron parte todos los equipos que jugaron el Metropolitano, incluso el Club Atlético San Telmo, descendido en ese torneo, y el Club Atlético Platense, que había obtenido el primero de los dos ascensos anuales desde la segunda división, con lo que fueron 23 clasificados. Al mismo tiempo, los equipos del interior se redujeron a 11, 7 de las plazas fijas y 4 del Torneo Regional, haciendo un total de 34 equipos.
El Club Atlético Boca Juniors obtuvo el bicampeonato al ganarle la final a su clásico rival, el Club Atlético River Plate. Con ello quedó doblemente clasificado a la Copa Libertadores 1977, donde ganaría su primer título en dicha competencia. El segundo cupo de Argentina se decidió en un partido jugado por los subcampeones de ambos torneos del año, el Club Atlético Huracán y el Club Atlético River Plate.

## Equipos participantes

### Del torneo regular
23 equipos, todos los participantes del Metropolitano de 1976, incluido el descendido, más Platense, ganador del primer torneo de Primera B del año 1976.
| Equipo             | Ciudad        |
| ------------------ | ------------- |
| All Boys           | Buenos Aires  |
| Argentinos Juniors | Buenos Aires  |
| Atlanta            | Buenos Aires  |
| Banfield           | Banfield      |
| Boca Juniors       | Buenos Aires  |
| Chacarita Juniors  | Villa Maipú   |
| Colón              | Santa Fe      |
| Estudiantes        | La Plata      |
| Ferro Carril Oeste | Buenos Aires  |
| Gimnasia y Esgrima | La Plata      |
| Huracán            | Buenos Aires  |
| Independiente      | Avellaneda    |
| Newell's Old Boys  | Rosario       |
| Platense           | Vicente López |
| Quilmes            | Quilmes       |
| Racing Club        | Avellaneda    |
| River Plate        | Buenos Aires  |
| Rosario Central    | Rosario       |
| San Lorenzo        | Buenos Aires  |
| San Telmo          | Buenos Aires  |
| Temperley          | Temperley     |
| Unión              | Santa Fe      |
| Vélez Sarsfield    | Buenos Aires  |

### De las plazas fijas
Los 7 equipos del interior clasificados en sus ligas.
| Equipo                | Ciudad                |
| --------------------- | --------------------- |
| Aldosivi              | Mar del Plata         |
| Atlético Tucumán      | San Miguel de Tucumán |
| Central Norte         | Salta                 |
| Gimnasia y Esgrima    | San Salvador de Jujuy |
| San Lorenzo           | Mar del Plata         |
| San Martín de Mendoza | San Martín            |
| Talleres              | Córdoba               |

### Del Torneo Regional
Los 4 equipos ganadores de sus zonas.
| Equipo           | Ciudad                      |
| ---------------- | --------------------------- |
| Atlético Ledesma | Libertador Gral. San Martín |
| Huracán          | Comodoro Rivadavia          |
| San Martín       | San Miguel de Tucumán       |
| Sportivo Patria  | Formosa                     |

## Sistema de disputa
Primera fase: cuatro zonas con un partido interzonal (A con B, C con D), en dos ruedas todos contra todos, por acumulación de puntos.
Segunda fase: los dos primeros de cada zona en una ronda por eliminación directa, a un solo partido, en cancha neutral.

## Fase de grupos
Los dos primeros de cada grupo clasificaron a la ronda de definición.

### Zona A
| Pos. | Equipo                  | Pts. | PJ | PG | PE | PP | GF | GC | Dif. |
| ---- | ----------------------- | ---- | -- | -- | -- | -- | -- | -- | ---- |
| 1.º  | Boca Juniors            | 23   | 16 | 10 | 3  | 3  | 24 | 10 | 14   |
| 2.º  | Quilmes                 | 23   | 16 | 9  | 5  | 2  | 21 | 12 | 9    |
| 3.º  | Independiente           | 21   | 16 | 8  | 5  | 3  | 24 | 17 | 7    |
| 4.º  | Atlético Tucumán        | 17   | 16 | 7  | 3  | 6  | 21 | 17 | 4    |
| 5.º  | Gimnasia y Esgrima (J)  | 15   | 16 | 5  | 5  | 6  | 17 | 19 | −2   |
| 6.º  | Gimnasia y Esgrima (LP) | 14   | 16 | 5  | 4  | 7  | 14 | 20 | −6   |
| 7.º  | Chacarita Juniors       | 9    | 16 | 2  | 5  | 9  | 17 | 27 | −10  |
| 8.º  | Temperley               | 9    | 16 | 3  | 3  | 10 | 17 | 28 | −11  |

|  | Clasificó a la fase final. |

#### Desempate del primer puesto
| Partido      | Partido   | Partido  | Partido     | Partido         |
| Equipo 1     | Resultado | Equipo 2 | Estadio     | Fecha           |
| ------------ | --------- | -------- | ----------- | --------------- |
| Boca Juniors | 2 - 1     | Quilmes  | El Cilindro | 14 de diciembre |

### Zona B
| Pos. | Equipo           | Pts. | PJ | PG | PE | PP | GF | GC | Dif. |
| ---- | ---------------- | ---- | -- | -- | -- | -- | -- | -- | ---- |
| 1.º  | River Plate      | 24   | 16 | 10 | 4  | 2  | 31 | 14 | 17   |
| 2.º  | Banfield         | 22   | 16 | 9  | 4  | 3  | 33 | 18 | 15   |
| 3.º  | Estudiantes (LP) | 21   | 16 | 8  | 5  | 3  | 23 | 14 | 9    |
| 4.º  | Racing Club      | 17   | 16 | 7  | 3  | 6  | 26 | 25 | 1    |
| 5.º  | Atlanta          | 15   | 16 | 5  | 5  | 6  | 23 | 23 | 0    |
| 6.º  | Atlético Ledesma | 15   | 16 | 6  | 3  | 7  | 17 | 18 | −1   |
| 7.º  | San Martín (T)   | 7    | 16 | 2  | 3  | 11 | 12 | 27 | −15  |
| 8.º  | San Telmo        | 4    | 16 | 1  | 2  | 13 | 15 | 46 | −31  |

|  | Clasificó a la fase final. |

### Zona C
| Pos. | Equipo          | Pts. | PJ | PG | PE | PP | GF | GC | Dif. |
| ---- | --------------- | ---- | -- | -- | -- | -- | -- | -- | ---- |
| 1.º  | Huracán         | 28   | 18 | 12 | 4  | 2  | 36 | 15 | 21   |
| 2.º  | Unión           | 25   | 18 | 10 | 5  | 3  | 32 | 15 | 17   |
| 3.º  | Rosario Central | 22   | 18 | 7  | 8  | 3  | 24 | 19 | 5    |
| 4.º  | San Martín (M)  | 17   | 18 | 6  | 5  | 7  | 27 | 28 | −1   |
| 5.º  | Aldosivi        | 16   | 18 | 6  | 4  | 8  | 25 | 33 | −8   |
| 6.º  | Vélez Sarsfield | 15   | 18 | 4  | 7  | 7  | 21 | 24 | −3   |
| 7.º  | Platense        | 14   | 18 | 5  | 4  | 9  | 19 | 32 | −13  |
| 8.º  | Sportivo Patria | 12   | 18 | 4  | 4  | 10 | 24 | 37 | −13  |
| 9.º  | All Boys        | 12   | 18 | 4  | 4  | 10 | 16 | 26 | −10  |

|  | Clasificó a la fase final. |

### Zona D
| Pos. | Equipo             | Pts. | PJ | PG | PE | PP | GF | GC | Dif. |
| ---- | ------------------ | ---- | -- | -- | -- | -- | -- | -- | ---- |
| 1.º  | Talleres (C)       | 26   | 18 | 11 | 4  | 3  | 38 | 17 | 21   |
| 2.º  | Newell's Old Boys  | 26   | 18 | 11 | 4  | 3  | 38 | 19 | 19   |
| 3.º  | Ferro Carril Oeste | 25   | 18 | 10 | 5  | 3  | 38 | 21 | 17   |
| 4.º  | Argentinos Juniors | 17   | 18 | 7  | 3  | 8  | 26 | 27 | −1   |
| 5.º  | Huracán (CR)       | 17   | 18 | 7  | 3  | 8  | 20 | 24 | −4   |
| 6.º  | Central Norte (S)  | 16   | 18 | 5  | 6  | 7  | 17 | 25 | −8   |
| 7.º  | Colón              | 15   | 18 | 4  | 7  | 7  | 13 | 20 | −7   |
| 8.º  | San Lorenzo        | 14   | 18 | 4  | 6  | 8  | 23 | 26 | −3   |
| 9.º  | San Lorenzo (MdP)  | 7    | 18 | 2  | 3  | 13 | 24 | 53 | −29  |

|  | Clasificó a la fase final. |

#### Desempate del primer puesto
| Partido      | Partido      | Partido           | Partido     | Partido         |
| Equipo 1     | Resultado    | Equipo 2          | Estadio     | Fecha           |
| ------------ | ------------ | ----------------- | ----------- | --------------- |
| Talleres (C) | 3 - 1 (t.s.) | Newell's Old Boys | La Boutique | 14 de diciembre |

## Fase eliminatoria

### Cuadro de desarrollo
|  | Cuartos de final  | Cuartos de final  | Cuartos de final |              |              | Semifinales  | Semifinales | Semifinales |  |              | Final        | Final | Final |  |
|  |                   |                   |                  |              |              |              |             |             |  |              |              |       |       |  |
|  |                   |                   |                  |              |              |              |             |             |  |              |              |       |       |  |
|  | Boca Juniors      | Boca Juniors      | 2                |              |              |              |             |             |  |              |              |       |       |  |
|  | Boca Juniors      | Boca Juniors      | 2                |              |              |              |             |             |  |              |              |       |       |  |
|  | Banfield          | Banfield          | 1                |              |              |              |             |             |  |              |              |       |       |  |
|  | Banfield          | Banfield          | 1                |              | Boca Juniors | Boca Juniors | 1           |             |  |              |              |       |       |  |
|  |                   |                   |                  |              | Boca Juniors | Boca Juniors | 1           |             |  |              |              |       |       |  |
|  |                   |                   | Huracán          | Huracán      | 0            |              |             |             |  |              |              |       |       |  |
|  | Huracán           | Huracán           | Huracán          | Huracán      | 0            | 2            |             |             |  |              |              |       |       |  |
|  | Huracán           | Huracán           |                  |              |              |              |             |             |  |              |              |       |       |  |
|  | Newell's Old Boys | Newell's Old Boys | 0                |              |              |              |             |             |  |              |              |       |       |  |
|  | Newell's Old Boys | Newell's Old Boys | 0                |              |              |              |             |             |  | Boca Juniors | Boca Juniors | 1     |       |  |
|  |                   |                   |                  |              |              |              |             |             |  | Boca Juniors | Boca Juniors | 1     |       |  |
|  |                   |                   | River Plate      | River Plate  | 0            |              |             |             |  |              |              |       |       |  |
|  | River Plate       | River Plate       | River Plate      | River Plate  | 0            | 2            |             |             |  |              |              |       |       |  |
|  | River Plate       | River Plate       |                  |              |              |              |             |             |  |              |              |       |       |  |
|  | Quilmes           | Quilmes           | 1                |              |              |              |             |             |  |              |              |       |       |  |
|  | Quilmes           | Quilmes           | 1                |              | River Plate  | River Plate  | 1           |             |  |              |              |       |       |  |
|  |                   |                   |                  |              | River Plate  | River Plate  | 1           |             |  |              |              |       |       |  |
|  |                   |                   | Talleres (C)     | Talleres (C) | 0            |              |             |             |  |              |              |       |       |  |
|  | Talleres (C)      | Talleres (C)      | Talleres (C)     | Talleres (C) | 0            | 4            |             |             |  |              |              |       |       |  |
|  | Talleres (C)      | Talleres (C)      |                  |              |              |              |             |             |  |              |              |       |       |  |
|  | Unión             | Unión             | 0                |              |              |              |             |             |  |              |              |       |       |  |
|  | Unión             | Unión             | 0                |              |              |              |             |             |  |              |              |       |       |  |
|  |                   |                   |                  |              |              |              |             |             |  |              |              |       |       |  |

### Cuartos de final
Los jugaron los 8 clasificados de las 4 zonas.
| Cuarto de final 1 | Cuarto de final 1 | Cuarto de final 1 | Cuarto de final 1 | Cuarto de final 1 |
| Equipo 1          | Resultado         | Equipo 2          | Estadio           | Fecha             |
| ----------------- | ----------------- | ----------------- | ----------------- | ----------------- |
| Boca Juniors      | 2 - 1             | Banfield          | El Cilindro       | 16 de diciembre   |

| Cuarto de final 2 | Cuarto de final 2 | Cuarto de final 2 | Cuarto de final 2 | Cuarto de final 2 |
| Equipo 1          | Resultado         | Equipo 2          | Estadio           | Fecha             |
| ----------------- | ----------------- | ----------------- | ----------------- | ----------------- |
| Huracán           | 2 - 0             | Newell's Old Boys | La Bombonera      | 16 de diciembre   |

| Cuarto de final 3 | Cuarto de final 3 | Cuarto de final 3 | Cuarto de final 3 | Cuarto de final 3 |
| Equipo 1          | Resultado         | Equipo 2          | Estadio           | Fecha             |
| ----------------- | ----------------- | ----------------- | ----------------- | ----------------- |
| River Plate       | 2 - 1             | Quilmes           | Tomás Adolfo Ducó | 16 de diciembre   |

| Cuarto de final 4 | Cuarto de final 4 | Cuarto de final 4 | Cuarto de final 4  | Cuarto de final 4 |
| Equipo 1          | Resultado         | Equipo 2          | Estadio            | Fecha             |
| ----------------- | ----------------- | ----------------- | ------------------ | ----------------- |
| Talleres (C)      | 4 - 0             | Unión             | Juan Domingo Perón | 16 de diciembre   |

### Semifinales
| Semifinal 1  | Semifinal 1 | Semifinal 1 | Semifinal 1     | Semifinal 1     |
| Equipo 1     | Resultado   | Equipo 2    | Estadio         | Fecha           |
| ------------ | ----------- | ----------- | --------------- | --------------- |
| Boca Juniors | 1 - 0       | Huracán     | La Doble Visera | 19 de diciembre |

| Semifinal 2 | Semifinal 2 | Semifinal 2  | Semifinal 2  | Semifinal 2     |
| Equipo 1    | Resultado   | Equipo 2     | Estadio      | Fecha           |
| ----------- | ----------- | ------------ | ------------ | --------------- |
| River Plate | 1 - 0       | Talleres (C) | La Bombonera | 19 de diciembre |

### Final
| Final        | Final     | Final       | Final       | Final           |
| Equipo 1     | Resultado | Equipo 2    | Estadio     | Fecha           |
| ------------ | --------- | ----------- | ----------- | --------------- |
| Boca Juniors | 1 - 0     | River Plate | El Cilindro | 22 de diciembre |

## Partido para clasificar a la Copa Libertadores
Al tener ambos torneos un mismo equipo campeón, los subcampeones del Metropolitano y el presente Nacional disputaron un partido eliminatorio en cancha neutral, cuyo ganador clasificó a la Copa Libertadores 1977.
| Partido                                                 | Partido   | Partido  | Partido      | Partido         |
| Equipo 1                                                | Resultado | Equipo 2 | Estadio      | Fecha           |
| ------------------------------------------------------- | --------- | -------- | ------------ | --------------- |
| River Plate                                             | 4 - 1     | Huracán  | La Bombonera | 29 de diciembre |
| River Plate se clasificó para la Copa Libertadores 1977 |           |          |              |                 |

## Goleadores
| Jugador              | Jugador          | Goles | Equipo            |
| -------------------- | ---------------- | ----- | ----------------- |
| Bandera de Argentina | Norberto Eresuma | 12    | San Lorenzo (MdP) |
| Bandera de Argentina | Luis Ludueña     | 12    | Talleres (C)      |
| Bandera de Argentina | Víctor Marchetti | 12    | Unión             |
| Bandera de Argentina | Pedro Roldán     | 11    | Vélez Sarsfield   |
| Bandera de Argentina | Oscar Trossero   | 11    | Unión             |